# Dwór Ferberów
Dwór Ferberów – zabytkowy dwór w Gdańsku, położony w Lipcach. 

## Historia
Wieś Lipce leżąca pod Gdańskiem była majątkiem rodowym mieszczańskiego rodu Ferberów od połowy XVI wieku. Nabył ją ówczesny burmistrz Gdańska Constantin Ferber I, który zaczął wznosić tu zabudowania rodzinnego majątku, składającego się m.in. z karczmy, dworu oraz założenia parkowego (obecny Park Ferberów). Dwór był wielokrotnie przebudowywany. Posiadłość gościła Jana III Sobieskiego w 1677 roku. Ostateczny kształt dworowi nadał Nathanael Gottfried Ferber na początku XVIII wieku. 
W 1734 dwór ucierpiał w czasie wojny o sukcesję polską. W pierwszej połowie XVIII w. został odbudowany i rozbudowany przez gdańskiego burmistrza Nataniela Gotfryda Ferbera. W 1813 ród Ferberów wygasł, a dwór przebudowano w stylu klasycystycznym, zamurowując część otworów okiennych i wykonując nowe schody.
W 1892 dwór przeszedł w ręce przełożonych szpitala diakonisek, a po kilku dalszych latach stał się własnością rodzin von Wagenfeld oraz Misch. W latach 1918-1933 znajdowała się tutaj siedziba szkoły ogrodniczej dla dziewcząt, a następnie sanatorium, dla którego potrzeb dobudowano werandę (od południowego wschodu) oraz stołówkę.
Upaństwowiony po 1945 obiekt w latach 1959-1970 został zaadaptowany na potrzeby Ośrodka Szkolenia Rolniczego. Powstały wówczas żelbetowe schody zewnętrzne, sale dydaktyczne, hotelowe oraz mieszkania. W 1977  postawiono ściany działowe w dawnej sali balowej. 
W 1971 w związku z poszerzeniem Traktu Św. Wojciecha (ówczesnej ul. Jedności Robotniczej) wycięto część starodrzewu w parku przy dworze. Postanowiono także o rozbiórce dworu, do czego jednak nie doszło. 

## Architektura
Budynek trzykondygnacyjny, wzniesiony na planie prostokąta. Wewnątrz zachowała się sztukateria z XIX wieku oraz zabytkowa sień. Budynek wpisano do rejestru zabytków w 1984 roku, wraz z otaczającym go ogrodem.